# 丸岡城 (出羽国)
丸岡城（まるおかじょう）は、山形県鶴岡市丸岡にあった日本の城。県指定史跡。

## 歴史・沿革
庄内と内陸部を結ぶ六十里越街道沿いの要地にある城で、鎌倉時代よりこの地方を支配する武藤氏の支城がおかれていた。
武藤氏のあと上杉氏、最上氏と領主が変わるが、元和元年（1615年）の一国一城令により取り壊された。のち最上氏が改易され、元和8年（1622年）に酒井氏の領地となった。
寛永九年（1632年）に熊本藩主加藤忠広が改易となり、酒井氏に預けられた際、酒井氏はこの城に忠広の居館などを造り居住させた。忠広没後は幕府直轄領となる。
現在は、南側の一部は宅地となり、他はほとんど畑になっている。

## 考古資料

### 遺構
城跡の広さは2ヘクタール。遺構は、土塁や堀などである。

## 脚註
1. ↑  「丸岡城跡及び加藤清正墓碑」『山形の宝・検索ナビ』山形県教育庁文化財・生涯学習課公式HP